# 胡大国
胡大國（英語：Augustine Hu Da-guo；1922年5月14日—2011年2月17日；聖名：奧斯定），是天主教中國籍地下教會主教，不被中國政府承認。曾任貴州石阡宗座監牧區宗座監牧（1988年-2014年）。

## 生平
胡大國出生於1922年5月14日，在中華民國貴州省平塘縣通州鎮的一個天主教家庭。1936年，14歲時進入貴陽小修院。1951年6月29日，胡大國在貴陽晉鐸，在貴陽神哲學院任教。
1955年4月4日，胡大國神父被指控反革命罪行遭到逮捕，並於1958年被判十年勞改，後送到貴州福泉磷肥廠勞改。1982年獲釋後，在四川神哲學院任教。但是，四年後因他忠於教宗拒絕加入中國天主教愛國會，而被停止教職及驅逐。其後，胡神父返回貴州省，並曾出任都勻、福泉和甕安等堂區的主任司鐸。
1987年，胡大國由保定教區地下教會主教范學淹秘密晉牧，成為貴陽總教區主教，後來獲得時任教宗若望保祿二世認可，但中國政府不承認。
晉牧後，胡大國主教住在貴陽南堂。1988年12月4日，在中國天主教愛國會制控制下選出王充一成為貴陽總教區正權主教，後獲得時任教宗若望保祿二世認可。
1997年，南堂遭到中國政府衝擊，隨後被強行拆除，部分保護南堂的教友被捕及受傷。胡大國主教調任石阡宗座監牧區宗座監牧。但是，胡主教無法前往石阡宗座監牧區就任，並一直居住在貴陽北堂。1999年，胡大國主教腿部受傷。
2011年2月17日，胡大國主教在中國貴州省貴陽去世，享年88歲。